# 4968 Сьюзамур
4968 Сьюзамур (4968 Suzamur) — астероїд головного поясу, відкритий 1 серпня 1986 року.
Тіссеранів параметр щодо Юпітера — 3,440.